# Himalcoelotes gyirongensis
Himalcoelotes gyirongensis är en spindelart som först beskrevs av Hu och Li 1987.  Himalcoelotes gyirongensis ingår i släktet Himalcoelotes och familjen mörkerspindlar. Inga underarter finns listade i Catalogue of Life.